# Dineke van As-Kleijwegt
Dineke van As-Kleijwegt (16 juni 1942) is een Nederlandse oud-politica en voormalig burgemeester van Assen.
Van As komt uit een politiek actieve familie; Haar zuster Hannie Bruinsma-Kleijwegt was burgemeester van Zaanstad, broer Corstiaan Kleijwegt was burgemeester van Sliedrecht en Hellevoetsluis. Van As is gedurende vele jaren werkzaam geweest in het lager en voortgezet onderwijs. Daarnaast bekleedde zij diverse bestuursfuncties binnen de Partij van de Arbeid. Ze was van 1974 tot 1990 namens de PvdA lid van de Provinciale Staten van de provincie Drenthe. Van 1982 tot en met 1990 was zij tevens gedeputeerde.
In 1990 werd Van As burgemeester van de gemeente Assen, ze volgde daarmee Jan Masman op. In 1996 werd ze herbenoemd en in 1998 werd zij, na een gemeentelijke herindeling, burgemeester van de nieuwe gemeente Assen. Daarop volgde in 2004 nog een herbenoeming. Per 1 juni 2007 ging ze met pensioen, na ruim 16 jaar het burgemeestersambt te hebben vervuld.
In mei 2007 werd zij benoemd tot ereburger van de Zuid-Afrikaanse stad Naledi en tot Officier in de Orde van Oranje-Nassau.